# Koz'ja Sloboda
Koz'ja Sloboda (in russo:Козья Слобода) è una stazione della metropolitana di Kazan situata sulla Linea Central'naja, la linea 1 della Metropolitana di Kazan. È stata inaugurata il 30 dicembre 2010.